# Âme
Âme è il gruppo di musica elettronica formato da Kristian Beyer e Frank Wiedemann.

## Storia
Nati entrambi nel 1975 nella piccola cittadina di Karlsruhe, nel cuore della Germania occidentale, si incontrano all'interno del negozio di dischi di proprietà dello stesso Kristian Beyer che iniziò da giovane l'attività di dj e musicista e rinunciando per essa anche al completamento degli studi in ingegneria civile. Dopo la nascita dell'amicizia fu Frank Wiedeman a proporre a Kristian di lavorare insieme su qualche progetto. inizia così la collaborazione che li porta a lavorare su alcuni remix come quello di tarzan per Roy Ayers. Ma la prima opera interamente firmata da loro è l'album d'esordio Ame uscito nel 2006 su etichetta Sonar Kollektiv che aveva intuito grandi capacità nel duo apprestandosi così ad estrarre un primo EP dall'album contenente le fortunate tracce Kuma ed Engoli, anche se non è da sottovalutare il successo avuto da Shiro nell'ambiente della critica e degli addetti ai lavori. L'ascesa degli Ame nella musica elettronica però culmina quando, sempre su Sonar Kollekitv, esce l'EP Rej che complice anche la licenza Defected diventa uno dei singoli più venduti e soprattutto più suonati in radio e club del 2006. Rej diventa subito un cult della musica dance elettronica in quanto viene praticamente passato da tutti i dj a prescindere dal genere e dal contesto del dj-set. Per gli Ame così inizia il successo.
In contemporanea si registra un certo successo dell'etichetta da loro lanciata nel 2005, la Innervisions, presto diventata sublabel della Sonar Kollektiv. Lo scopo dell'etichetta è quello di dare spazio a un genere leggermente trascurato dalla "parent label", cioè quello della house più elettronica e incentrata sulla techno che non sul soul, funk o jazz; spazio anche agli amici del duo ovvero artisti come Dixon e Henrik Schwarz con cui lavorano al singolo Where we at?, anch'esso diventato un successo underground. Esce invece nel 2007 l'EP di successo balandine dove gli Ame mescolano il funk con atmosfere oniriche e sofisticazioni elettroniche. Successo ottenuto anche con il remix future bound di Akabu (contenuto nella compilation The Many Faces of Joey Negro) del singolo da bump di Mr. V feat. Miss Patty, uscito all'interno di una raccolta di rivisitazioni dello stesso pubblicata dalla Defected, e successo anche per il remix di John di Phonique (etichetta Dessous).

## Stile
Sia Kristian Beyer che Frank Wiedemann hanno sempre dichiarato di essersi ispirati per i loro dj-set e i loro dischi alla musica funk degli anni 70 e 80, alla deep house americana, e alla Detroit techno. E nella loro musica è possibile riconoscere la mescolanza di questi tre elementi uniti a eclettismo e raffinatezza nelle melodie che rendono il loro stile particolarmente riconoscibile a apprezzato dalla maggioranza degli amanti del genere e non.